# Бродятине
Бродя́тине — село в Україні, у Самарівській сільській громаді Ковельського району Волинської області. Населення становить 91 осіб.

## Історія
У 1906 році хутір Хотешівської волості Ковельського повіту Волинської губернії. Відстань від повітового міста 81 верст, від волості 23. Дворів 6, мешканців 30.
До 9 жовтня 2016 року село підпорядковувалось Межиситівській сільській раді Ратнівського району Волинської області.

## Населення
Згідно з переписом УРСР 1989 року чисельність наявного населення села становила 89 осіб, з яких 39 чоловіків та 50 жінок.
За переписом населення України 2001 року в селі мешкала 91 особа. 100 % населення вказало своєю рідною мовою українську мову.